# Jorge Luis Prado
Jorge Luis Prado Palomino (Chepén, 4 de febrero de 1962) es un contador peruano. Fue ministro de la Producción del Perú, entre noviembre de 2021 y noviembre de 2022; en el gobierno de Pedro Castillo.

## Biografía

### Formación
Es contable por la Universidad Nacional de Piura y posee una maestría en Auditoria y Control de Gestión por la Universidad San Martín de Porres. Es doctorado en Contabilidad y Finanzas y es certificado en Riesgos y COSO.

## Vida política

### Ministro de Estado

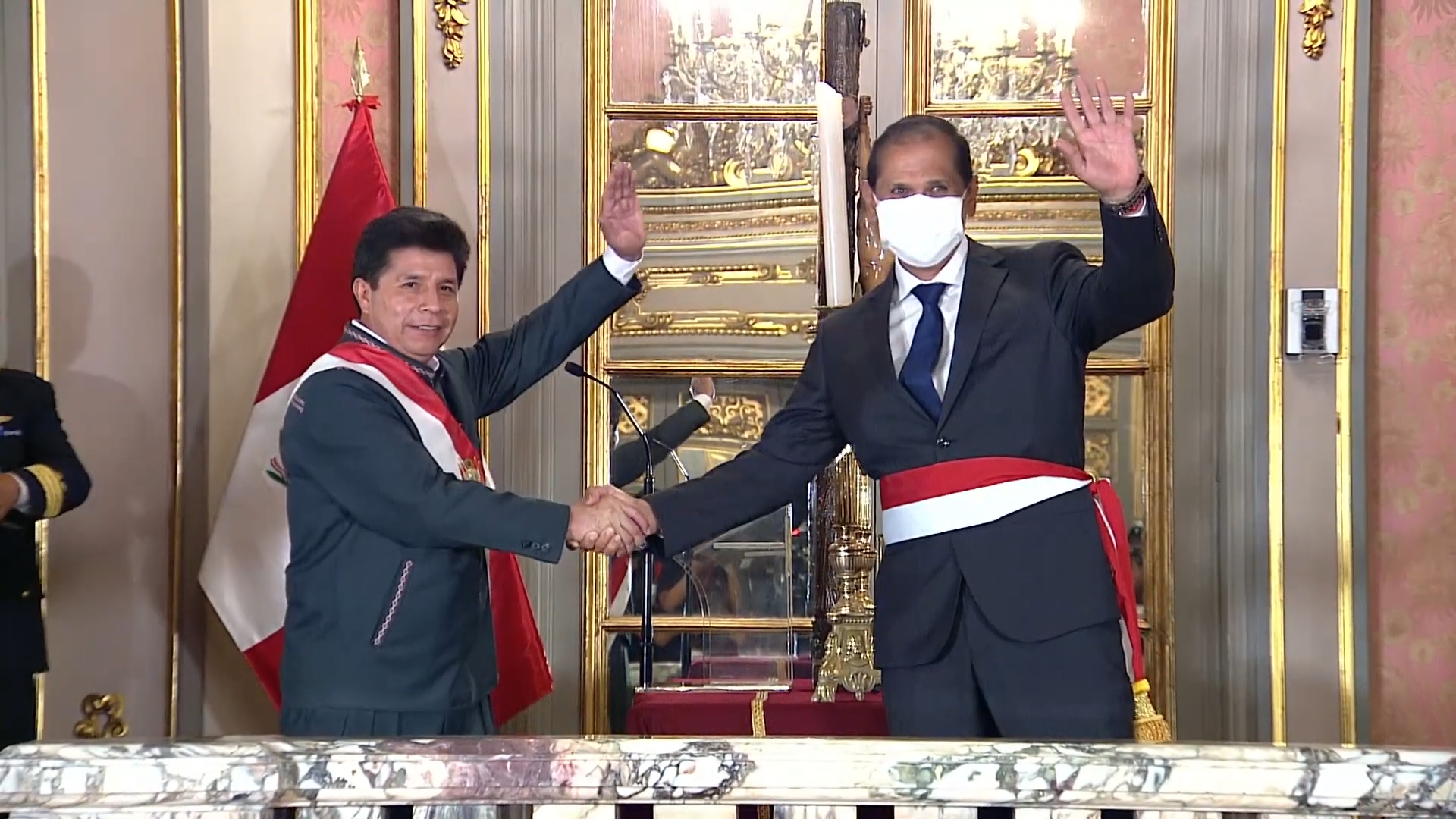
Castillo juramentó a Prado.

El 17 de noviembre de 2021, fue nombrado y y posesionado por el presidente Pedro Castillo, como Ministro de la Producción del Perú. Mantuvo este cargo hasta el 25 de noviembre de 2022, cuando el presidente Castillo hizo una recomposición de su gabinete.